# Пожарная служба Новой Зеландии
Пожарная служба Новой Зеландии (англ. New Zealand Fire Service; маори Whakaratonga Iwi) — вид пожарной охраны в Новой Зеландии. Несмотря на то, что сфера ответственности службы регламентирована «Актом о пожарной службе» 1975 года, организация взяла на себя (на основе общественных ожиданий) аварийно-спасательную функцию.

## Стратегическое направление деятельности
Пожарная служба Новой Зеландии определила для себя цели, видение и ценности, отражающие её деятельность. Ключевыми целями пожарной службы, по определению в законе, являются пожарная безопасность и профилактика пожаров.
В июне 1999 года Комиссия пожарной службы Новой Зеландии разработала формулировку стратегического направления деятельности службы, состоящую из 4 элементов:
- Сосредоточение на предотвращении возгораний, пожарной безопасности и последствиях пожаров. Пожарная служба должна уделять значительно больше внимания профилактике пожаров и пожарной безопасности, а также работать над улучшением результатов от традиционных мероприятий реагирования на чрезвычайные ситуации.
- Перераспределение ресурсов и «соотношение цены и качества» в отношении расходов. Это делается в целях надлежащего расходования ресурсов на повышение пожарной безопасности и работ в отношении пожарной безопасности. Также требуется, чтобы все решения, касающиеся выделения ресурсов, взвешивались в отношении рисков на предмет лучшего соотношения цены и качества.
- Организация практики. Этот элемент служит для достижения культуры постоянного совершенствования и изменений в противопожарной службе через постоянное воздействие передовой практики.
- Решительное управление противопожарной службой. Этот элемент служит для того, чтобы пожарная служба: выполняла свои полномочия, реагировала на потребности всех заинтересованных сторон, стала устойчивой к потрясениям через эффективное управление рисками, поддерживала правительственные реформы чрезвычайного управления.

## Полномочия

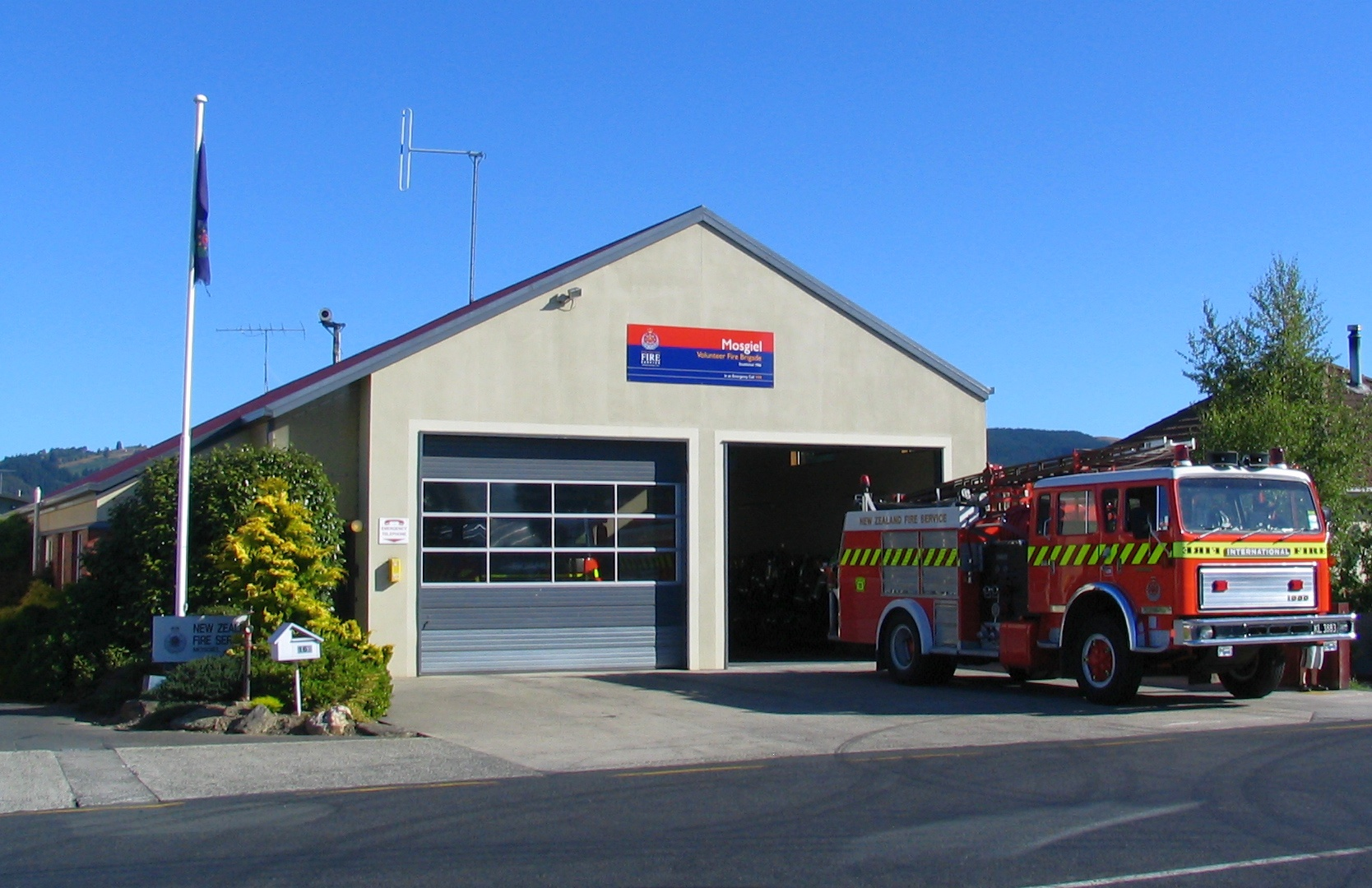
Пригородное пожарное депо и пожарный автомобиль в Мосгил.

Пожарная служба Новой Зеландии обладает юрисдикцией на всей территории страны без разделения по региону или городу. Это регламентировано Актом о пожарной службе 1975 года, который национализировал различные пожарные бригады окружного уровня, образованные по всей стране.

### Ответственность
Пожарная служба Новой Зеландии преимущественно выполняет функции городской пожарной и спасательной службы. Акт о пожарной службе возлагает на неё обязанность по тушению пожаров в городских округах, занимающих около 3 % площади Новой Зеландии. Оставшаяся территория входит в зону ответственности сельских пожарных служб (RFA), которые действуют в соответствии с Актом о лесных и сельских пожарах. Пожарные бригады выезжают за пределы своих районов, принимая участие в операциях, и, как правило первыми прибывают на лесные пожары.
Департамент охраны природы Новой Зеландии выполняет функции RFA, являясь ответственным за пожарную безопасность в рамках охраняемых государством областей, в том числе в национальных парках, занимающих около 30 % территории страны. Вооружённые силы Новой Зеландии несут ответственность за оборонительные районы, что определено в Законе об обороне. При помощи этих двух структур, пожарная служба Новой Зеландии и территориальные органы местных пожарных служб (RFA) образуют основную силу пожарной охраны в Новой Зеландии. Кроме того, некоторый вклад привносят бригады промышленных пожарных (тех, которыми управляют коммерческие структуры, например, лесопромышленные компании или администрации аэропортов). В настоящее время насчитывается около 80 RFA, но их число сокращается за счет укрупнения.

## Структура

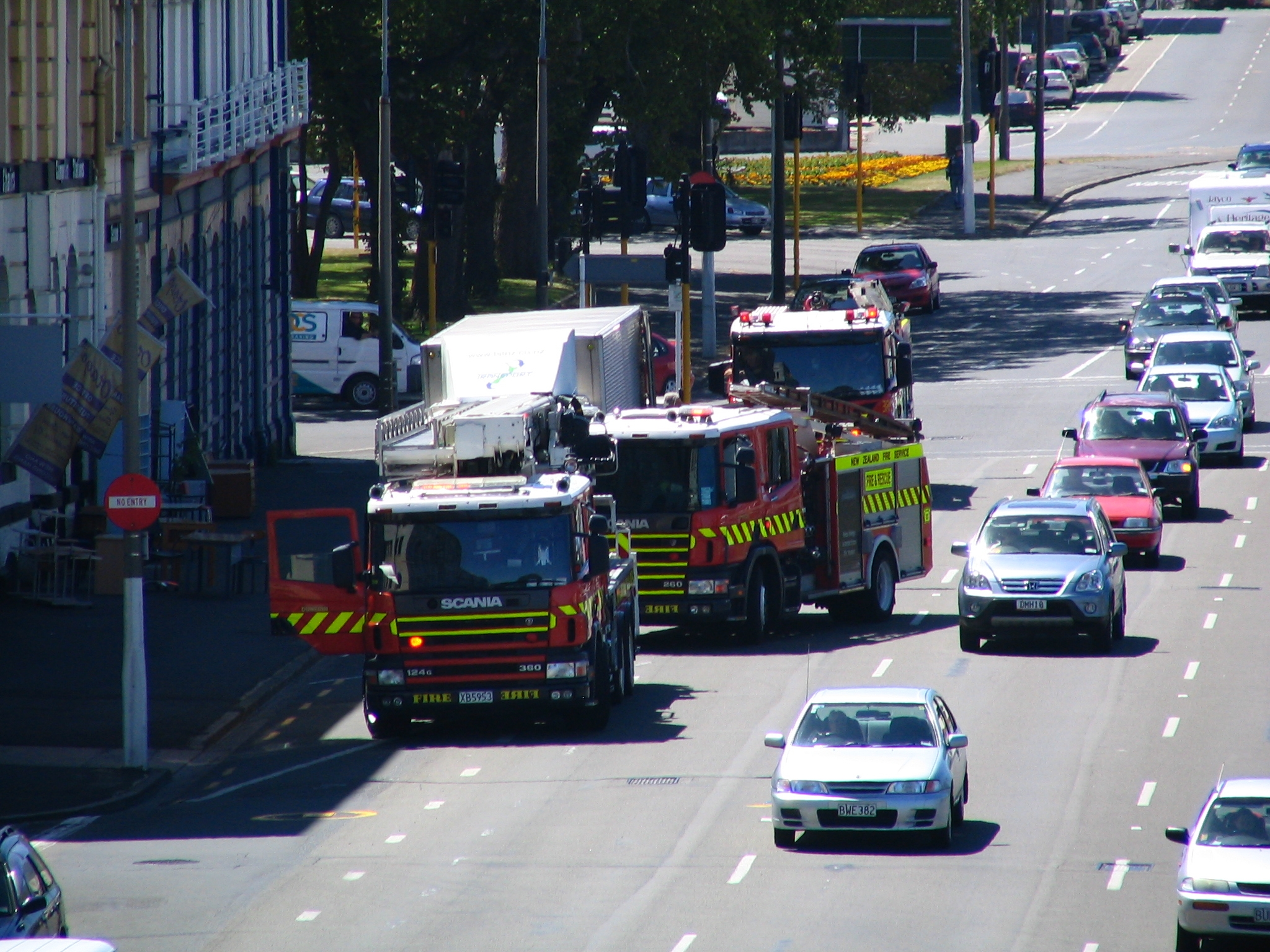
Три пожарных автомобиля Данидина на вызове.

### Центральное правительство
Организация опосредованно подчиняется Министру внутренних дел, через Комиссию пожарной службы Новой Зеландии. Комиссия состоит из пяти членов, и министр по закону назначает по крайней мере одного человека, который либо является экспертом по пожарной безопасности, либо имеет опыт работы в качестве старшего оперативного пожарного. Комиссия пожарной службы Новой Зеландии управляет также местными противопожарными службами.

### Главный исполнительный директор / Командующий
Комиссии подчиняются Главный исполнительный директор и Национальный командующий. В настоящее время обе эти должности занимает Пол Бакстер. Майк Холл, который ранее был начальником пожарной охраны штата Квинсленд, занимал эти должности до конца 2011 года. В том случае, если главный исполнительный директор не имеет опыта пожаротушения, отдельным Командующим назначается самый старший оперативный пожарный в стране. Командующий может взять под свой контроль особенно серьёзные инциденты, хотя это бывает очень редко.
Исполнительный директор имеет ряд подчинённых, и они занимаются такими вопросами как человеческие ресурсы и финансы, а не оперативное командование.

### Субординация
Страна разделена на пять пожарных регионов, каждый в ведении командующего пожарным регионом (англ. Fire Region Commander, FRC). Все FRC подчиняются непосредственно Национальному командующему, и назначаются из числа оперативного персонала. FRC может взять под контроль крупный инцидент, и несёт полную ответственность за любые пожарные инциденты в регионе, даже если он не являются исполняющим обязанности.
Командующему пожарным регионом подчиняются районные командующие и их помощники, в ведении которых находятся в общей сложности 24 района. Помощники районных командующих несут ответственность за кадровых пожарных, в то время как начальники пожарной охраны несут ответственность за каждого добровольца. Районные командующие отвечают и за тех, и за других. Этим офицерам Актом о пожарной службе делегируются полномочия, осуществляемые на месте инцидента во время чрезвычайной ситуации. Эти полномочия имеют далеко идущие последствия, так как они обеспечивают право реквизировать, сносить или уничтожать всё, что требуется в ходе выполнения своих обязанностей, при отсутствии более подходящих вариантов.
Каждый начальник пожарной охраны (англ. Chief Fire Officer, CFO) имеет в подчинении несколько начальников пожарных депо (англ. Senior Station Officers, SSO; Station Officers, SO). Обычная команда пожарных-волонтёров состоит из 4 — 8 человек. Команда кадровых пожарных — 4 человека.
Должности в пожарной команде:
- Начальник депо (станции) (англ. Station Officer, SO) — командир команды, офицер с делегированными полномочиями финансового директора.
- Старший пожарный (англ. Senior Firefighter, SFF) — опытный пожарный, прошедший все или некоторые тренировочные курсы начальника станции и находящийся в таком положении, чтобы обеспечить лидерство в отсутствие начальника станции. Квалифицированный старший пожарный может выполнять функции начальника станции на временной основе.
- Квалифицированный пожарный (англ. Qualified Firefighter)
- Пожарный (англ. Firefighter, FF) — основной ранг в Пожарной службе.

Старший начальник депо (SSO) может работать вместе с начальником депо при необходимости или по своему усмотрению. В большинстве случаев SSO размещаются так, чтобы обеспечить командование наиболее опытного офицера.

## Роль

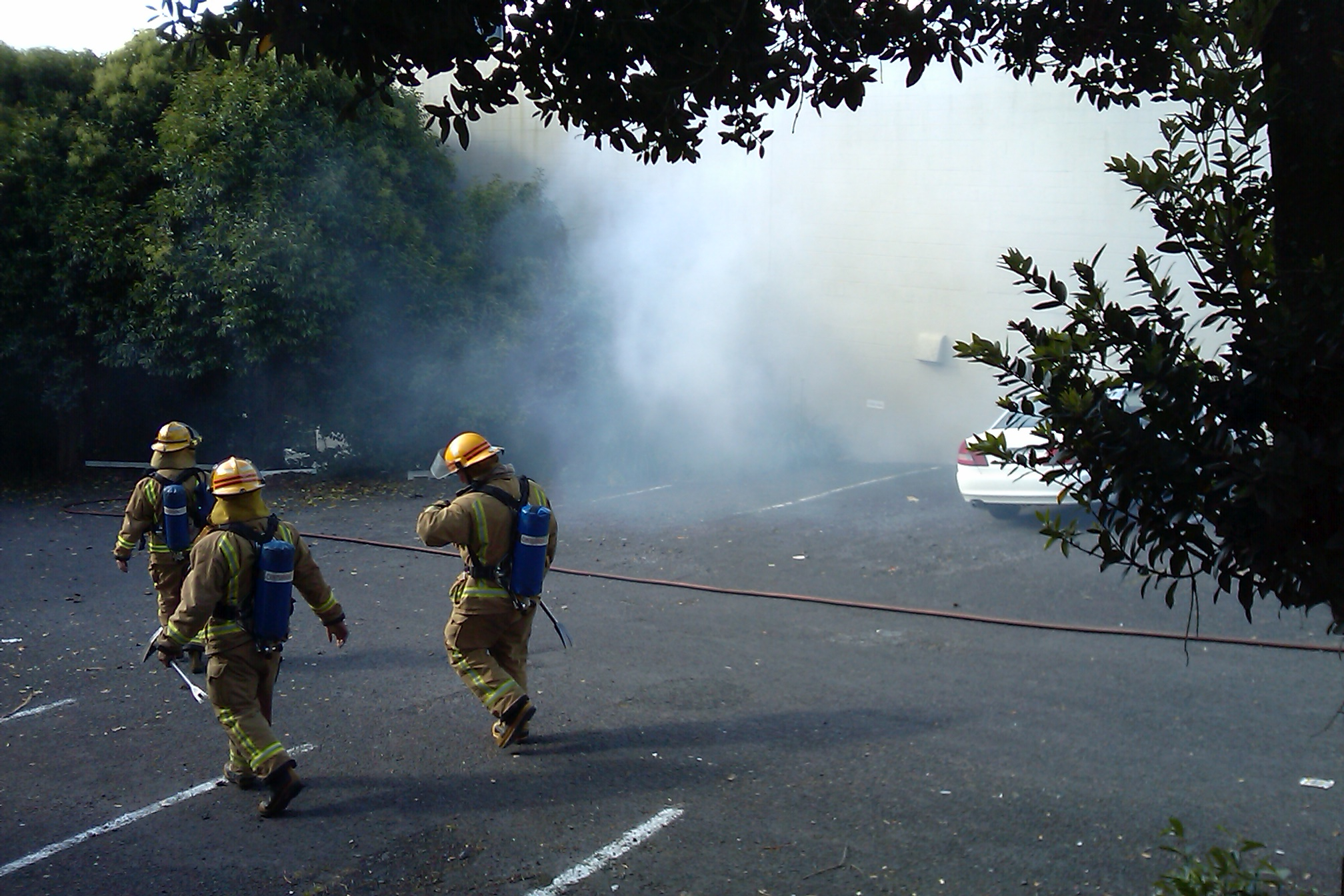
Вызов на пожар под офисным зданием в Окленде, 2009 год.

Пожарная служба Новой Зеландии первоначально была образована и оборудована как противопожарная служба, что очевидно из названия. Однако дополнительная роль — аварийно-спасательные работы — имеет теперь не меньшее значение.
Помимо пожаротушения, Пожарная служба Новой Зеландии немедленно реагирует на все чрезвычайные ситуации, не входящие в полномочия Полиции Новой Зеландии или местной службы скорой помощи. В основном это связано ещё и с тем, что противопожарное оборудование часто оказывается необходимо для аварийно-спасательных работ, например:
- Дорожно-транспортные происшествия — извлечение пострадавших, зажатых в автомобилях
- Высотные работы — спасение с крыш, стен, балконов строений; опасных поверхностей (скал, и т. д.)
- Работа с опасными грузами и материалами (HAZMAT) — борьба с распространением опасных веществ, обеззараживание окружающей среды или оказание помощи лицам, пострадавшим в результате воздействия опасных веществ
- Природные катастрофы — решение проблем, вызванных проливными дождями и сильными ветрами (разрушения кровли, обрыв линий электропередач, падение деревьев, наводнения)
- Поисково-спасательные работы (USAR) — Пожарная служба Новой Зеландии является ведущей организацией Новой Зеландии по части организации и проведения поисково-спасательных работ, регламентированных «Актом о гражданской обороне и чрезвычайных ситуациях» 2002 года. Пожарная служба управляет тремя группами сил службы спасения, обеспечивая для них связь и ресурсы. Пожарная служба Новой Зеландии координирует также 17 групп реагирования, обеспечивающих лёгкую поддержку поисково-спасательных операций. Кадровые пожарные проходят базовый уровень подготовки методам поисково-спасательных работ и составляют подавляющее большинство в поисково-спасательных бригадах USAR.

Участие в этих работах привело Пожарную службу Новой Зеландии к тому, чтобы начать процесс ребрендинга. Теперь она позиционируется как Пожарно-спасательная служба Новой Зеландии, что отражает более точное представление о её роли в обществе. Столь значительная новая роль Пожарной службы Новой Зеландии была признана и на правительственном уровне. Правительство внесло предложение о ревизии «Акта о пожарной службе» 1975 года, с тем чтобы новое законодательство лучше поддерживало работу Пожарной службы Новой Зеландии.

## Оборудование

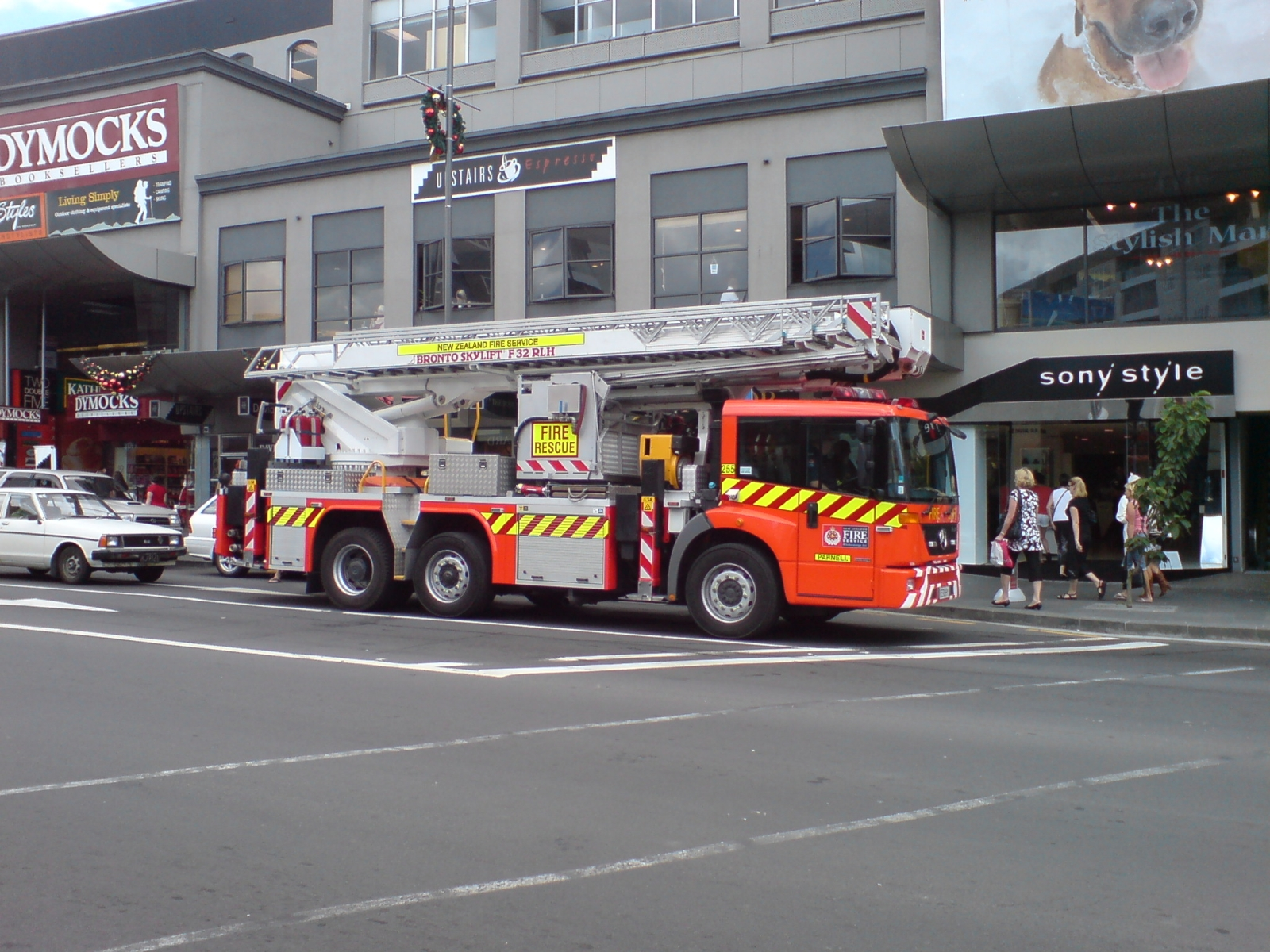
Автолестница в Ньюмаркете, Окленд.

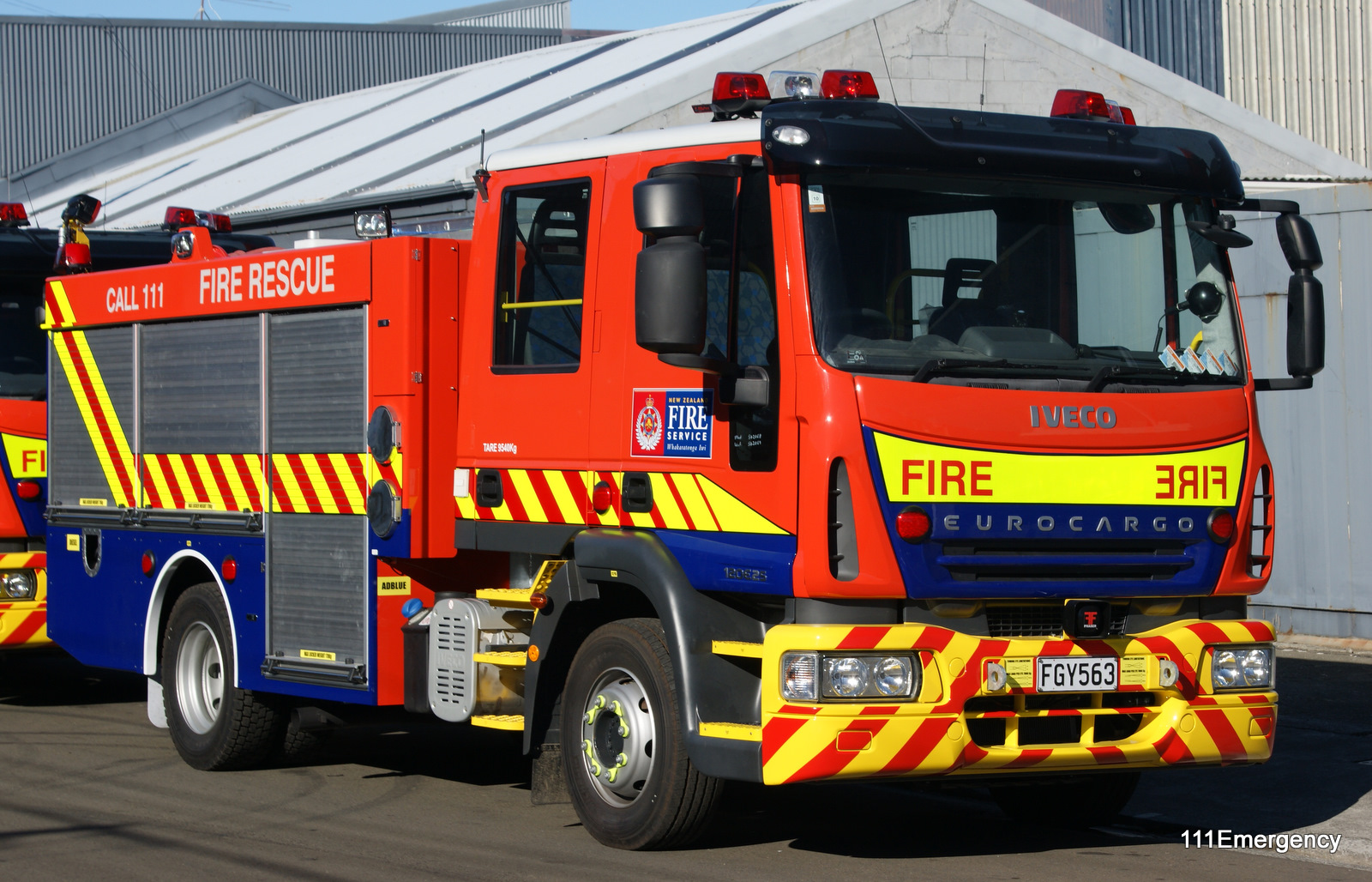
Пожарный автомобиль Ньюлендса, Тип 1.

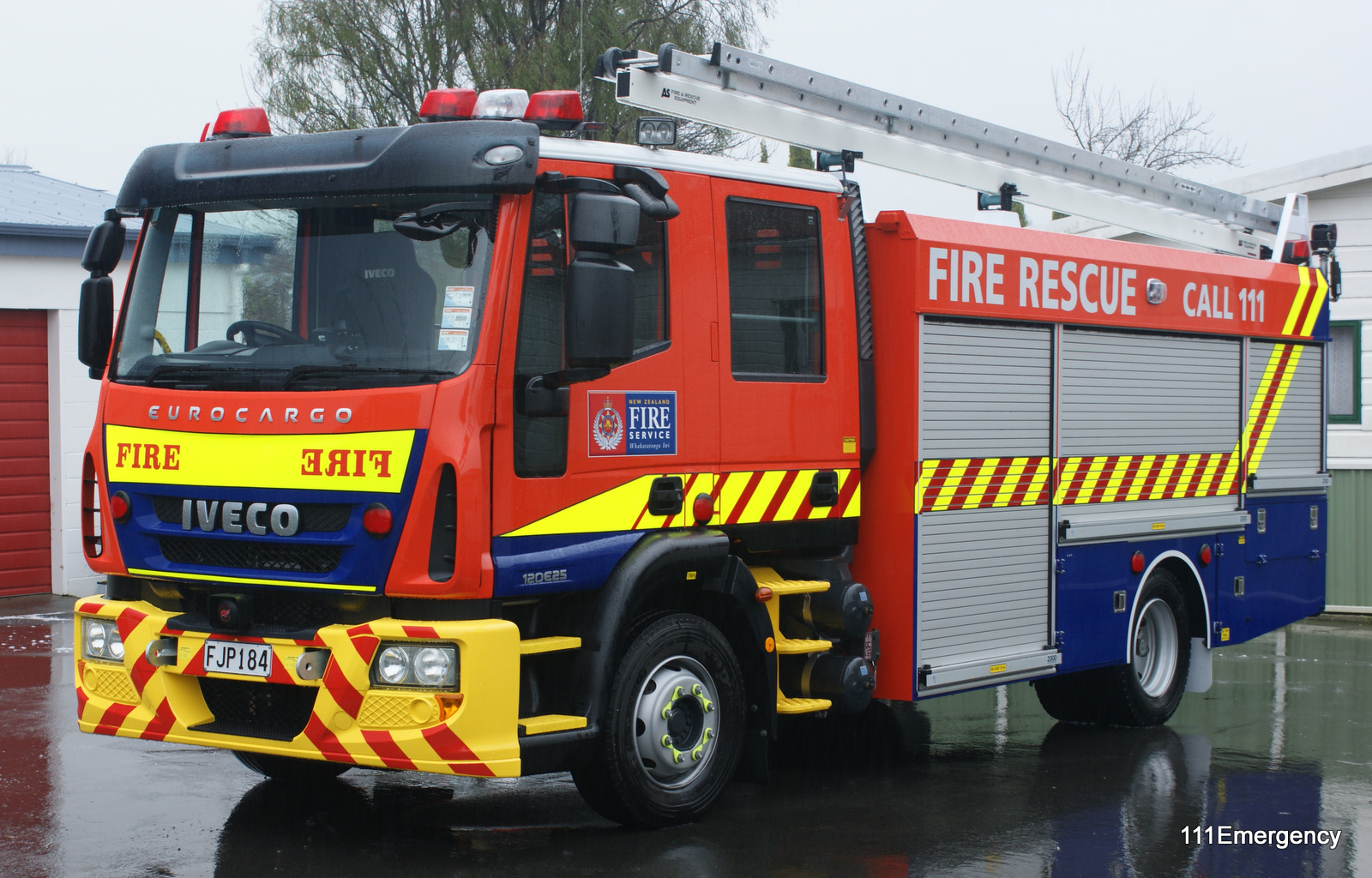
Пожарный автомобиль Грейтауна, Тип 2.

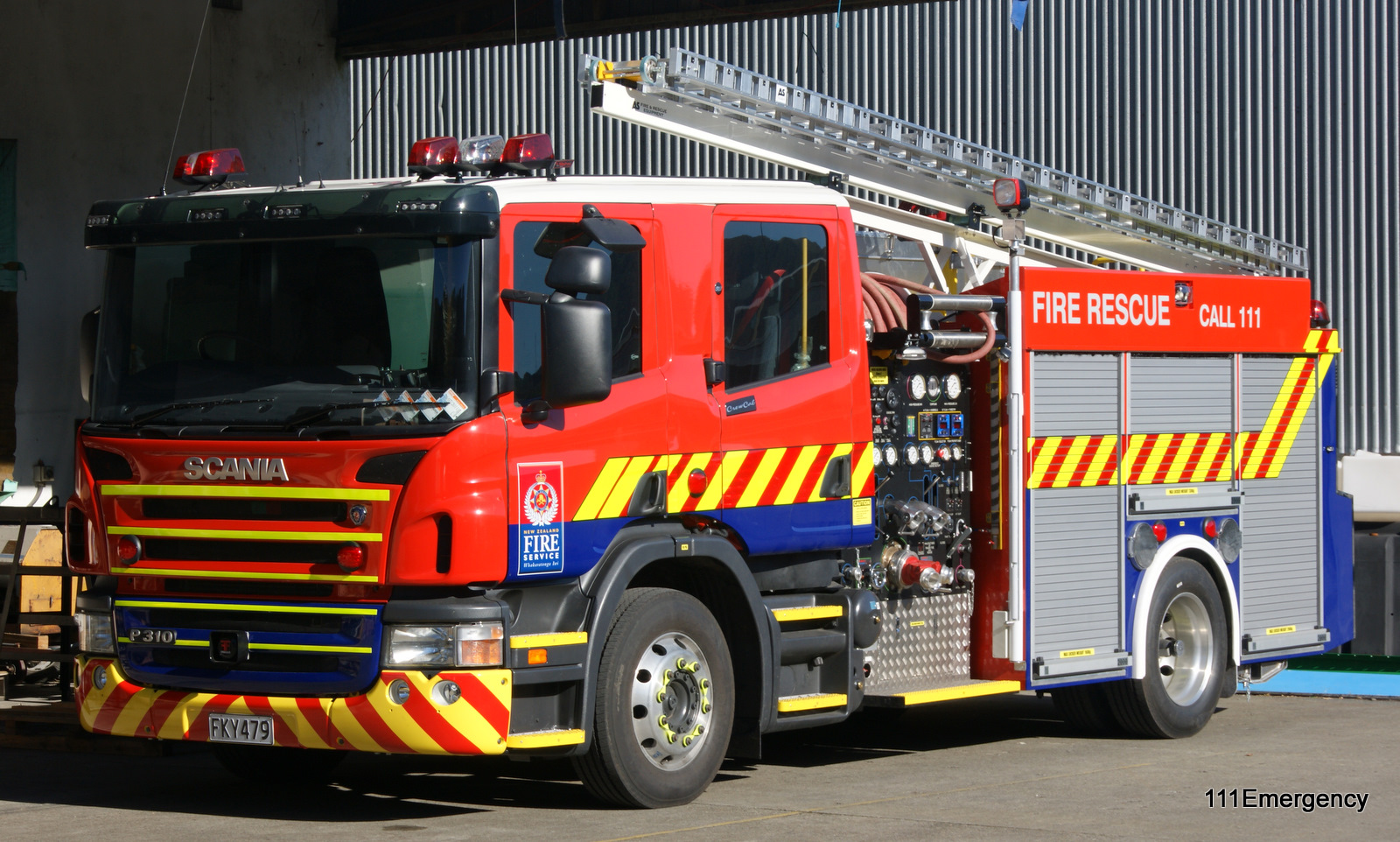
Пожарный автомобиль Хейстингса, Тип 3.

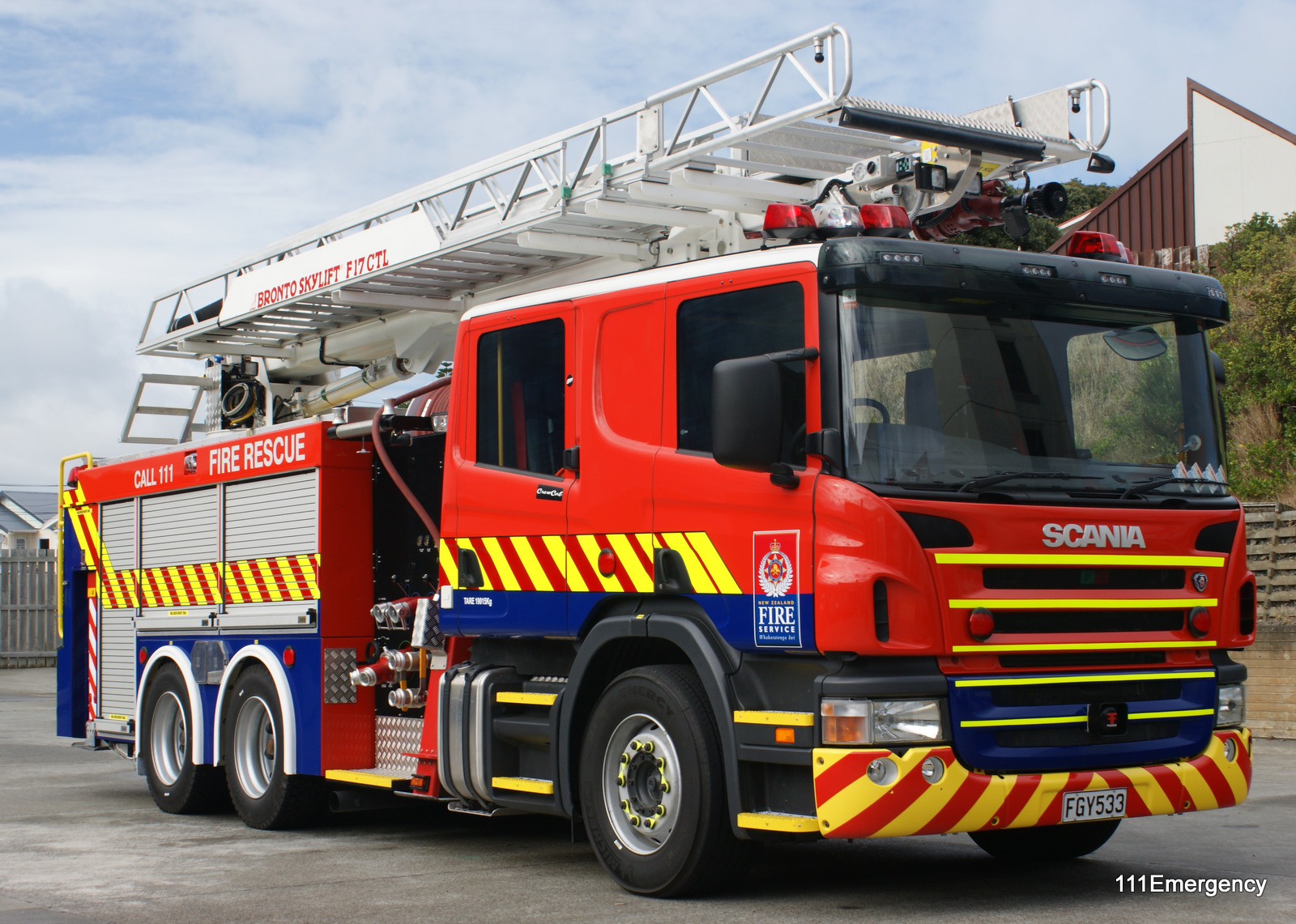
Пожарный автомобиль Инверкаргилла с 17-метровым подъёмником, Тип 4.

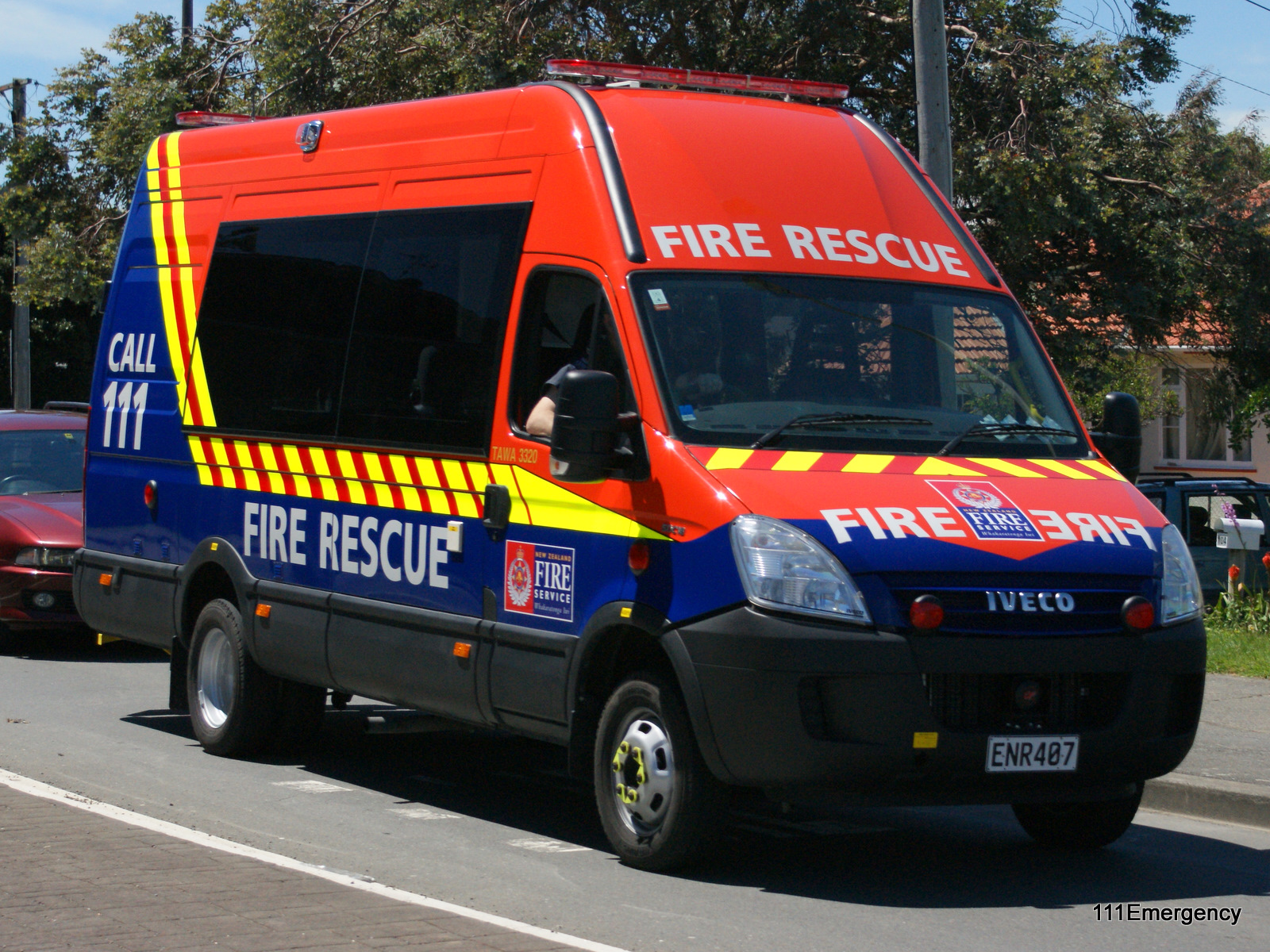
Пожарный микроавтобус Тавы.

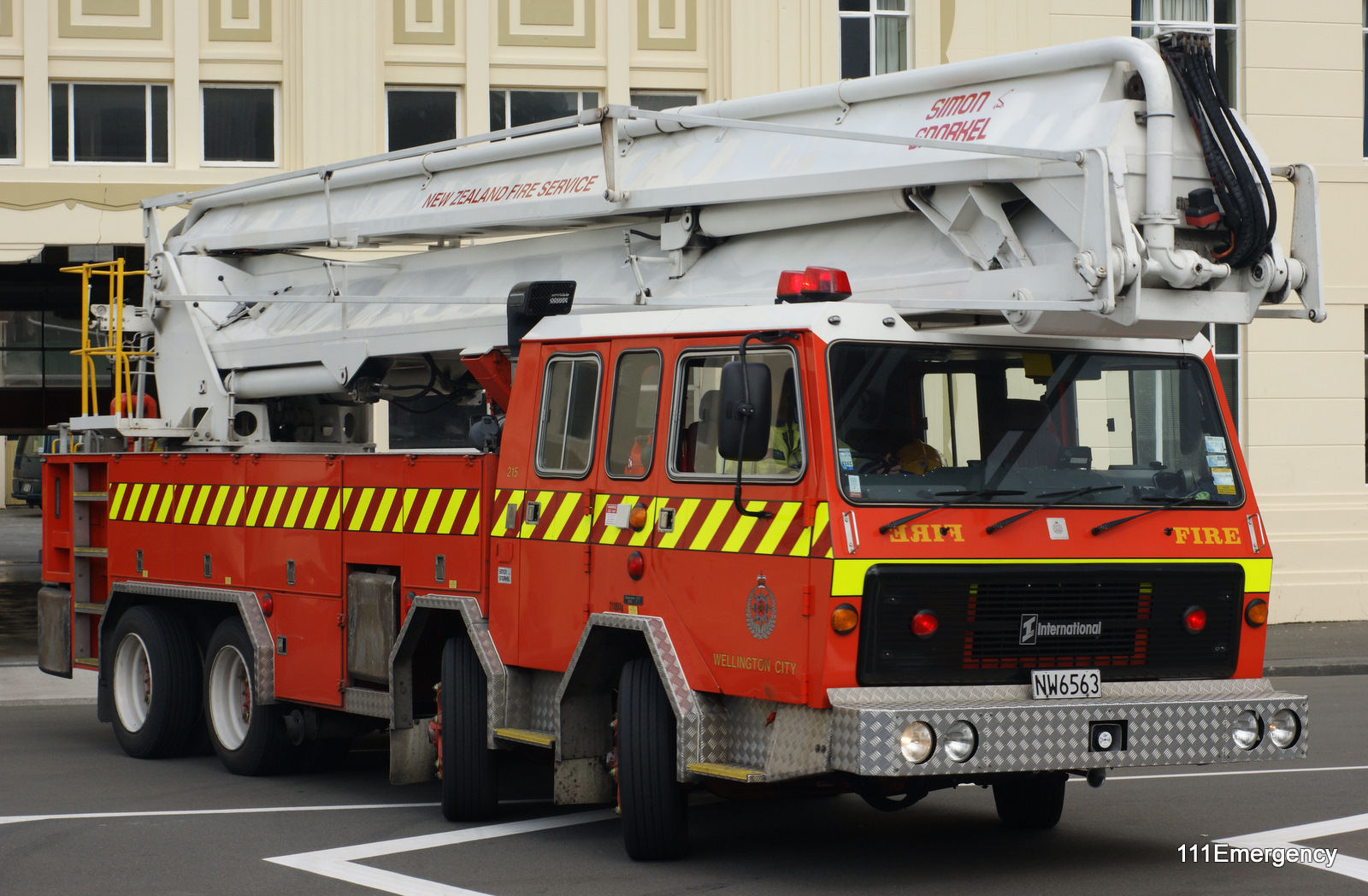
Пеноподъёмник Веллингтона.

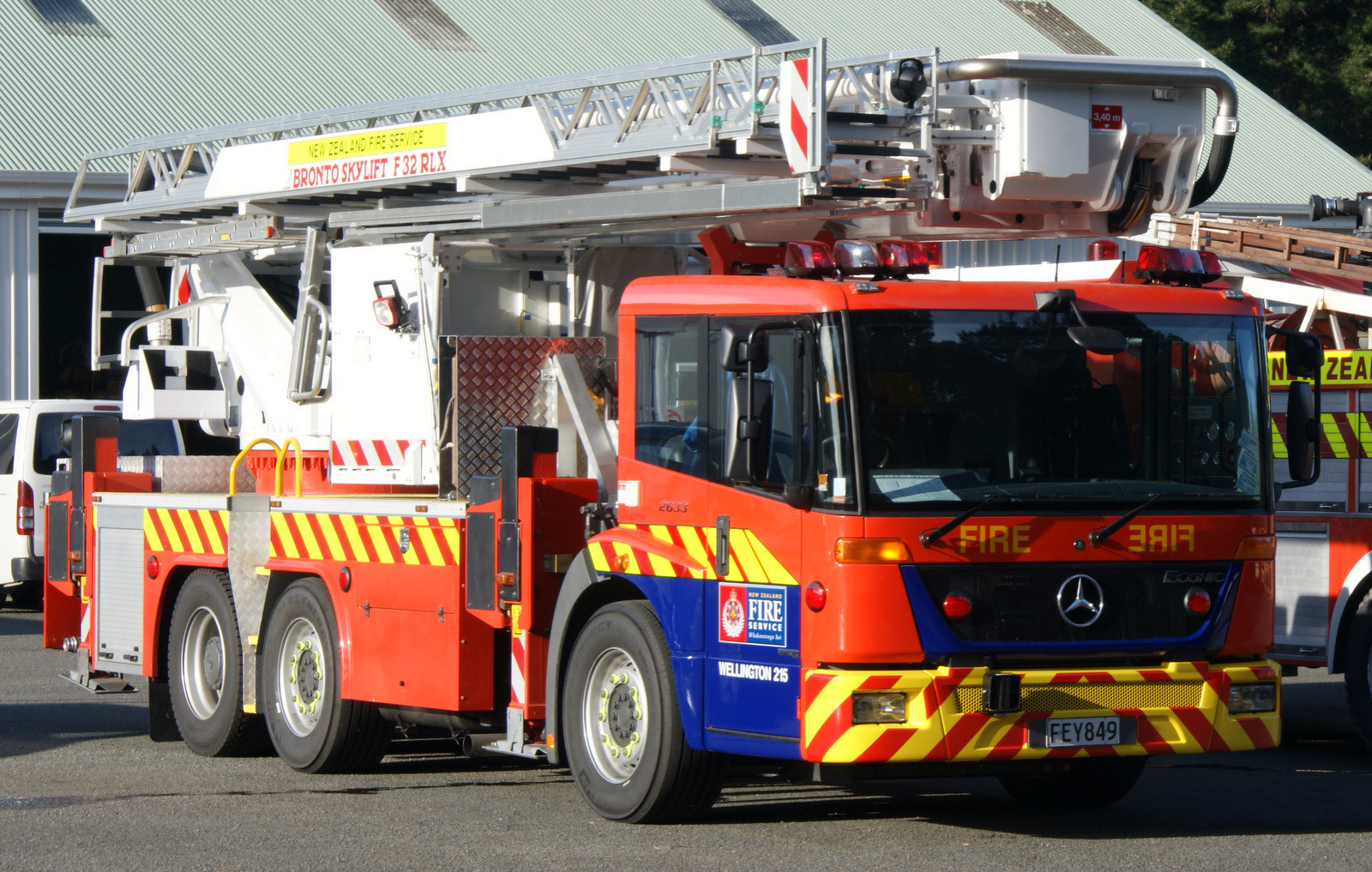
Коленчатый подъёмник Веллингтона Bronto Skylift (32 метра).

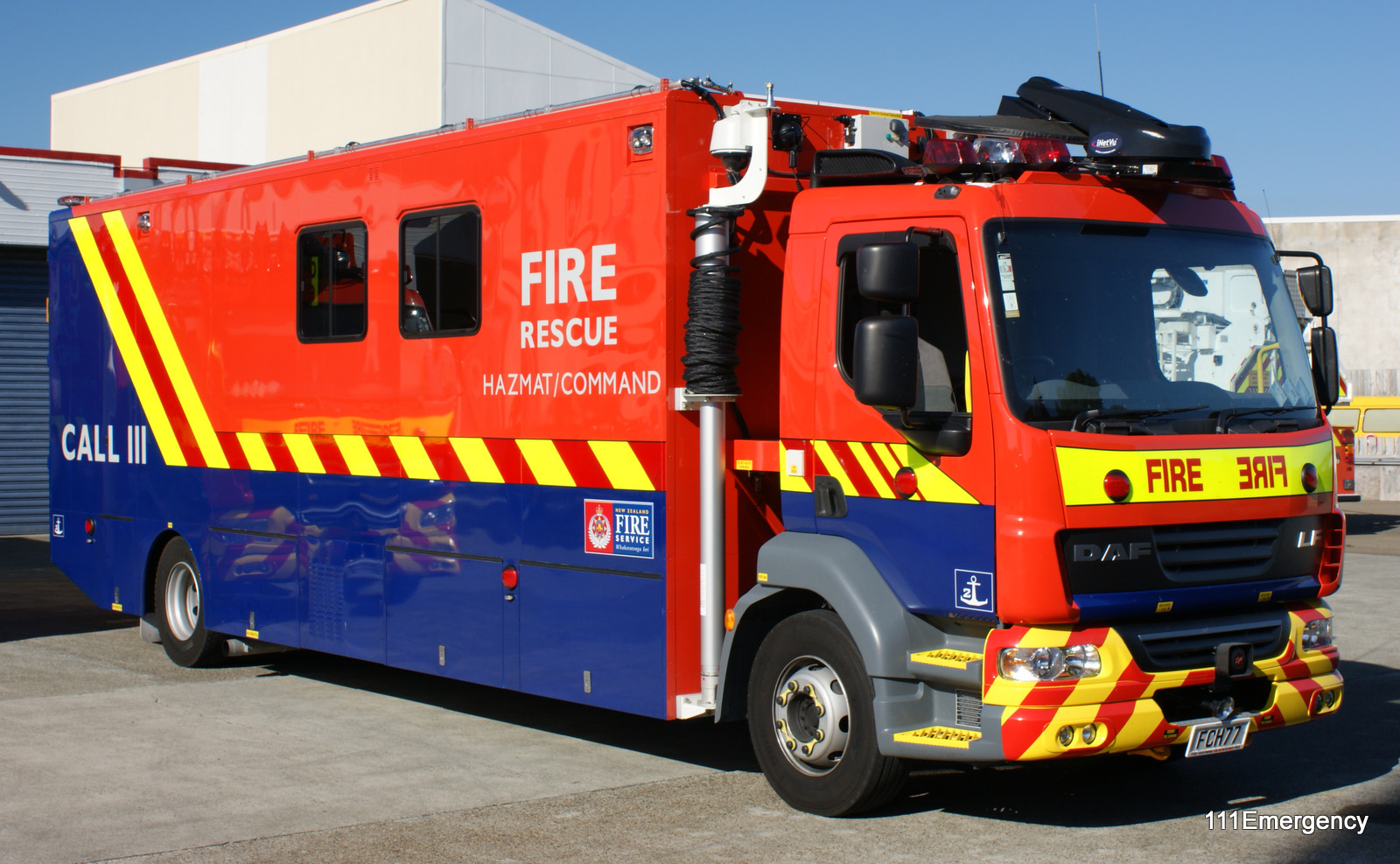
Пожарный автомобиль Веллингтона для работы с опасными грузами, штабная машина.

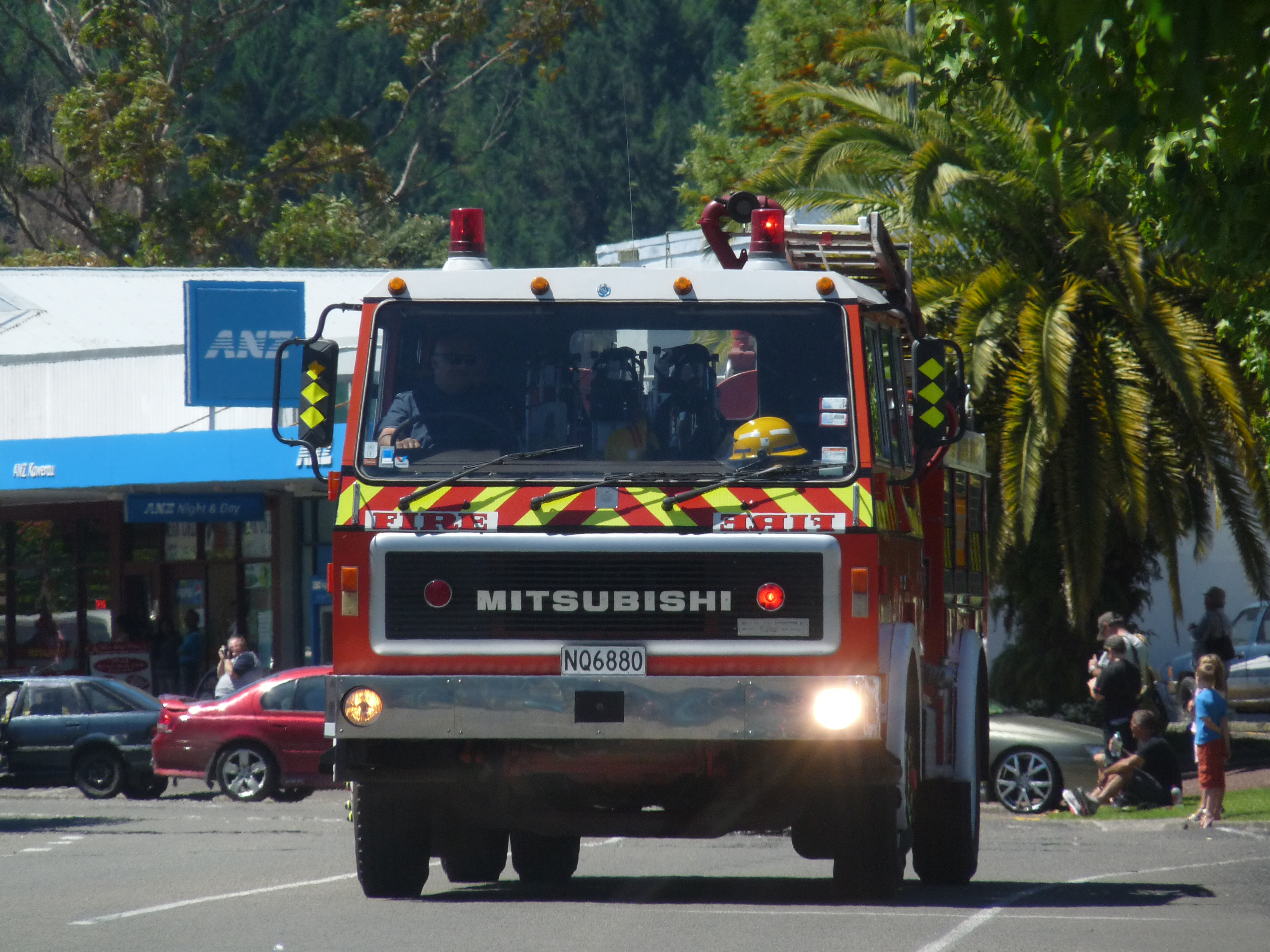
Пожарный автомобиль Каверау (Новая Зеландия), 2009 год.

Оборудование, используемое Пожарной службой Новой Зеландии является типичным для большинства пожарных во всем мире. И у волонтёров, и у кадровых пожарных оборудование типичного автомобиля предназначено в первую очередь для борьбы с пожарами; в запасе имеются пожарные рукава, пожарные стволы высокого и низкого давления, насос, работающий автономно, либо от автомобильного двигателя через редуктор. Большинство основной техники по-прежнему использует автомобильный двигатель для привода насоса.
Дополнительное оборудование может включать в себя:
Additional equipment carried may include:
- пожарные стояки для доступа к гидрантам
- самовсасывающие насосы и другое оборудование для доступа к источникам водоснабжения, не подключенным к водопроводам
- разнообразный шанцевый инструмент — багры, топоры, кувалды
- доски для опалубки нестабильных конструкций
- оборудование для первой медицинской помощи, в том числе автоматические дефибрилляторы[англ.]
- водонепроницаемое покрытие или ткань для удержания потоков воды
- мобильные генераторы и осветительное оборудование
- комплект верёвок, тросов и канатов
- ручной инструмент
- алюминиевые или деревянные лестницы

Пожарно-спасательные автомобили могут быть оснащены оборудованием, необходимым для проведения спасательных работ на месте дорожно-транспортных происшествий:
- гидравлические домкраты
- гидравлические ножницы
- гидравлические распорки
- пневматические подушки (для подъёма)
- ручной инструмент

Кадровые пожарные используют аварийно-спасательные автомобили, оснащённые всем вышеперечисленным оборудованием и некоторым специализированным инструментом для проведения промышленно-спасательных работ, поисково-спасательных и высотных работ.
Дополнительное оборудование в каждом пожарном округе:
- атмосферные мониторы
- подъёмники
- лестницы
- средства обеззараживания, дегазации и деактивации местности
- командно-штабные машины
- кислородные баллоны
- пожарные стволы
- генераторы и осветительное оборудование
- машины дымоудаления
- цистерны

В пожарном округе Окленда есть тяжёлая спасательная техника
В Новой Зеландии аварийно-спасательные автомобили и поисково-спасательные автомобили оборудованы насосом, поэтому по сути являются пожарно-спасательной техникой, и могут применяться как при пожарах, так и при проведении спасательных работ.

### Коммуникации
Пожарная служба Новой Зеландии работает в тесном взаимодействии с Полицией Новой Зеландии. Три коммуникационных центра, координирующих действия Пожарной службы, совмещены с коммуникационными центрами полиции в Окленд, Веллингтоне и Крайстчерче. Радиочастоты, используемые Пожарной службой на территории всей Новой Зеландии, предоставляются Полицией, несмотря на то, что во многих городах существуют выделенные частоты для пожарных.
В сельской местности пожарные и полиция могут использовать радиовещательные частоты совместно. Обычно это приемлемо, однако, если полиция или пожарная служба при выполнении операции активно использует радиосвязь, это может доставлять некоторые неудобства для другой службы. Тем не менее, тот факт, что полиция имеет прямой доступ к пожарным коммуникационным центрам, приносит определённую пользу с точки зрения межучрежденческих связей.
На месте инцидента, как правило, используется УКВ и УВЧ симплексная радиосвязь. Здесь у Пожарной службы Новой Зеландии, местной пожарной охраны, Департамента охраны природы и у военных частоты общие, но отдельные от полиции. К общим каналам связи имеют доступ скорая помощь, полиция и пожарные, что позволяет координировать усилия и, например, вызвать самолёт для оказания помощи в тушении пожаров.

### Координированная система управления инцидентами (CIMS)
Пожарная служба Новой Зеландии является одним из ключевых разработчиков координированной системы управления инцидентами, которая в настоящее время широко используется всеми аварийными службами Новой Зеландии. Она обеспечивает общий набор терминов и процедур, и позволяет скоординировать межведомственные работы на месте инцидента.

## Пожарные

### Кадровый состав
В Пожарной службе Новой Зеландии работают 1713 профессиональных пожарных, 444 человека вспомогательного персонала и 80 сотрудников центра связи.
Кадровые пожарные и сотрудники центра связи работают по сменному графику «четыре на четыре», состоящему из двух дневных смен, за которыми следуют две ночные смены, и четыре дня выходных. Остальные сотрудники заняты штабной работой в режиме стандартной пятидневной рабочей недели.
Тренинги для кадровых пожарных проводятся в виде интенсивных 12-недельных курсов в национальном учебном центре в Роторуа, охватывающих не только традиционные предметы противопожарного дела, но и другие навыки, необходимые в современной профессиональной пожарно-спасательной службе. На курсах проводится обучение поисково-спасательным операциям (USAR), высвобождению пострадавших из транспортных средств, работе с опасными материалами.
Кадровые пожарные Пожарной службы Новой Зеландии составляют основу персонала национальных специализированных поисково-спасательных бригад. Для этих сотрудников предусмотрено дополнительное специальное обучение. Тем не менее, все кадровые пожарные имеют базовый уровень подготовки спасателей.
Конкуренция на должность кадрового пожарного достаточно высока. Большое количество соискателей проходят через строгий процесс отбора. Конкурс составляет 25 человек на место.
Кадровые пожарные участвуют в 85—90 % операций Пожарной службы Новой Зеландии и обеспечивают пожарную охрану около 85 % населения.

### Волонтёры
Большую часть рабочей силы в распоряжении Пожарной службы Новой Зеландии составляют около 8000 волонтёров, которые не получают оплату за своё время и труд. Профессиональные кадровые пожарные доступны только в городах и крупных посёлках, поэтому в некоторых случаях вместе с ними работают волонтёры из других городских и поселковых пожарных бригад.
Добровольцы проходят подготовку на недельных курсах, как правило, в Национальном учебном центре (NTC) в Роторуа, или в тренировочном центре Вулстона в Крайстчерче. На курсах проводится обучение основам современного пожаротушения. Обучение включает в себя навыки обращения с пожарными рукавами и брандспойтами, лестницами, переносными насосами, дыхательными аппаратами (в том числе автономными). Обучение проводится на тренажёрах BATB (англ. Breathing Apparatus Training Building) и RFTB (англ. Realistic Fire Training Building). BATB — учебный газовый центр, а RTFB — реалистичный тренажёр пожара.
Волонтёры принимают участие в 10—15 % операций Пожарной службы Новой Зеландии.
Волонтёрские подразделения Пожарной службы Новой Зеландии выполняют не только функции пожарных. Различные оперативные подразделения, укомплектованные добровольцами, прикреплены к пожарным районам и бригадам по всей Новой Зеландии.
Волонтёром Пожарной службы Новой Зеландии можно стать минимум с шестнадцати лет (до восемнадцати лет требуется согласие родителей), а кадровым пожарным — с восемнадцати. Однако, молодые люди больше времени проводят в неоперативных ролях, таких как техническое обслуживание оборудования, прежде чем переходят к основной подготовке.